# Трясовина (серіал)
Трясовина (пол. Rojst) — польський гостросюжетно-кримінальний серіал, режисером якого є Ян Голоубек. Перший сезон, випущений на Showmax, а також кіностудії «Кадр», виходив на інтернет-платформі Showmax з 19 серпня 2018 року до 14 вересня 2018 року, а з 21 грудня 2019 року доступний на платформі Нетфлікс. Другий сезон під назвою Трясовина ’97 повністю вийшов на Нетфліксі 7 липня 2021 року.

## Опис сюжету
Дія серіалу відбувається в невизначеному з назви провінційному місті в західній Польщі.
Оригінальна назва серіалу — Rojst (ройст). Слово rojst означає різномаїття болотяної рослинності, яку можна знайти переважно в Литві, або заболочена низинна місцевість. Трясовиною виступає увесь світ, в якому перебувають герої серіалу. Через різні обставини герої грузнуть в системі, котра паралізує їхнє життя. Сіра реальність нагадує мокру трясовину — «що більше пручаєшся, тим швидше потонеш».

### Перший сезон
Дія відбувається наприкінці 1984 року, в похмурий час Польської Народної Республіки, між скасуванням воєнного стану та початком сесії Круглого столу.
В лісі на житловому масиві Ґронти, розташованому на околиці міста, стається подвійне вбивство молодої повії і товариша Ґроховяка — місцевого комуністичного функціонера. Громадянській міліції доволі швидко вдається встановити та затримати зловмисника. У той самий час стається самогубство двох підлітків: дівчини (доньки одного з опозиціонерів) та хлопця. Неофіційне розслідування розпочинають двоє журналістів місцевої газети «Вечірній кур’єр», досвідчений Вітольд Ванич (Анджей Северин) і початківець Пьотр Зажицький (Давид Оґродник), який нещодавно перевівся з Кракова з вагітною дружиною (Зофія Віхлач). Журналісти, розслідуючи ці справи, розкривають зв’язки між криміналітетом та представниками влади та правосуддя. На тлі подій показано також історію цих територій з перших повоєнних років.

### Другий сезон (Трясовина ’97)
Влітку 1997 року південний захід Польщі постраждав від «повені тисячоліття». Через неї руйнується одна з дамб. Вода заливає частину міста, а також ліс у Ґронтах, вимиваючи закопані в ньому людські рештки. Також там знаходять тіло підлітка Даніеля Ґвітта, якого початково визначають за жертву стихійного лиха. Слідство у справі загибелі хлопця ведуть: сержантка Анна Ясс (Маґдалена Ружчка) — тимчасово делегована поліціянтка з Варшави, а також місцевий поліціянт старший сержант Адам Міка (Лукаш Сімлят). Водночас до міста повертається Пьотр Зажицький, аби обійняти посаду головного редактора «Вечірнього кур’єра». Вітольд Ванич у спогадах повертається до подій у Ґронтах, що сталися понад 50 років тому, і в яких він брав участь.

## У ролях

### Обидва сезони
- Анджей Северин — Вітольд Ванич, журналіст
- Давид Оґродник — Пьотр Зажицький, журналіст
- Зофія Віхлач — Тереза Зажицька, дружина Пьотра
- Іренеуш Чоп — прокурор Анджей Варецький
- Збіґнєв Валєрись — Збіґнєв Бринський, головний редактор «Вечірнього кур’єра»
- Пьотр Фрончевський — керівник готелю Центр
- Аґнєшка Жулевська — повія Надія
- Міхал Калета — Казимір Древич, батько Юстини
- Томаш Шімшайнер — патологоанатом Мариянський
- Даріуш Хойнацький — журналіст Колядович

### Сезон 1
- Маґдалена Валах — Гелена Ґроховяк, дружина Ґроховяка
- Яцек Белер — міліціянт Марек Кулик
- Ян Чєнчєра — Кароль Вронський
- Нель Качмарек — Юстина Древич
- Ґабріела Мускала — Маґда Древич, мати Юстини
- Артур Стеранко — Вронський, батько Кароля
- Здзислав Вардейн — Яковський, сержант громадянської міліції
- Евеліна Старейки — Александра Мушинська
- Марек Дияк — м’ясник Юзеф Гасьник
- Войцех Махницький — відомий діяч ПОРП, батько Пьотра Зажицького
- Януш Лагодзинський — журналіст Варвас

### Сезон 2 (Трясовина’97)
- Маґдалена Ружчка — сержантка Анна Ясс
- Лукаш Сімлят — старший сержант Адам Міка
- Джина Штібіц — Ельза Кьопке
- Кшиштоф Олексин — Вітольд Ванич в молодості
- Мирослав Кропельницький — Юзеф Кєляк
- Мартин Босак — Яцек Добровольський
- Міхал Павлік — поліціянт Ярек Малецький
- Ванда Мажец — Ванда Зажицька, донька Терези та Пьотра
- Франтишек Пжановський — Даніель Ґвітт
- Зузанна Ґрабовська — Ева Ґвітт
- Лукаш Левандовський — Мирослав Ґвітт
- Артур Дзюрман — комендант
- Юліан Свєжевський — Каміль Захарченко «Раптор»
- Ванесса Александер — Йоанна Древич, донька Казимира
- Анна Дерешовська — Ганна, тітка Ванича
- Лукаш Ґарлицький — Варецький
- Пьотр Троян — Дарек
- Маріуш Якус — Кшиштоф Ящерський «Ящур»

## Список сезонів
| Сезон | Сезон | Епізоди  | Прем’єра сезону | Фінал сезону    | Платформа |
| ----- | ----- | -------- | --------------- | --------------- | --------- |
|       | 1     | 1–5 (5)  | 19 серпня 2018  | 14 вересня 2018 | Showmax   |
|       | 2     | 6–11 (6) | 7 липня 2021    | 7 липня 2021    | Netflix   |

## Виробництво
Виробництво першої частини коштувало близько 1,5 млн злотих.
Знімання відбувалися в таких локаціях:
- Катовиці: готель Сілезія (готель Центральний), маєток Задолля (квартирні будинки на вул. Ґданській), на вул. Пьотра Скарги, на стадіоні ГКС Катовиці (спортивний центр), у залі Сподек;
- Ратибор: залізнична станція;
- Забже: в’язниця і кам’яниця на вулиці Замойського;
- Варшава: Набережна Костюшка (окружний суд), будівля Угорського торгового департаменту (редакція «Вечірнього кур’єра»);
- Валбжих: площа Героїв Праці, вулиця Генерала Юзефа Зайончка, вулиця Юзефа Панкевича (затоплені вулиці);
- Свідниця: житловий масив Завишів, вулиця Окружна, вулиця Святої Ядвіги, виробничий цех на вулиці Лукасинського;
- Ченстохова: вулиця Ясногорська, вулиця Вашингтона, вулиця Домбровського; Головний залізничний вокзал
- Вроцлав;
- Ґлушиця.

## Сприйняття серіалу
Портал telemagazyn.pl оцінив серіал у 8/10. Портал onet.pl у рецензії з розділу культура відзначив реалізм в передачі атмосфери 80-х років.